# Bača pri Podbrdu
Bača pri Podbrdu este o localitate din comuna Tolmin, Slovenia, cu o populație de 23 de locuitori.